# Tamopsis nanutarrae
Tamopsis nanutarrae là một loài nhện trong họ Hersiliidae. T. nanutarrae được miêu tả năm 1989 bởi Martin Baehr & Barbara Baehr.